# ميشيل فرانزن
ميشيل فرانزن (بالإنجليزية: Michelle Franzen)‏ هي منتجة تلفزيونية أمريكية، ولدت في 30 أغسطس 1968 في الولايات المتحدة.